# Miss Suisse 2010
 (février 2022).
La mise en forme du texte ne suit pas les recommandations de Wikipédia : il faut le « wikifier ».
Les points d'amélioration suivants sont les cas les plus fréquents. Le détail des points à revoir est peut-être précisé sur la page de discussion.
- Les titres sont pré-formatés par le logiciel. Ils ne sont ni en capitales, ni en gras.
- Le texte ne doit pas être écrit en capitales (les noms de famille non plus), ni en gras, ni en italique, ni en « petit »…
- Le gras n'est utilisé que pour surligner le titre de l'article dans l'introduction, une seule fois.
- L'italique est rarement utilisé : mots en langue étrangère, titres d'œuvres, noms de bateaux, etc.
- Les citations ne sont pas en italique mais en corps de texte normal. Elles sont entourées par des guillemets français : « et ».
- Les listes à puces sont à éviter, des paragraphes rédigés étant largement préférés. Les tableaux sont à réserver à la présentation de données structurées (résultats, etc.).
- Les appels de note de bas de page (petits chiffres en exposant, introduits par l'outil «  Source ») sont à placer entre la fin de phrase et le point final[comme ça].
- Les liens internes (vers d'autres articles de Wikipédia) sont à choisir avec parcimonie. Créez des liens vers des articles approfondissant le sujet. Les termes génériques sans rapport avec le sujet sont à éviter, ainsi que les répétitions de liens vers un même terme.
- Les liens externes sont à placer uniquement dans une section « Liens externes », à la fin de l'article. Ces liens sont à choisir avec parcimonie suivant les règles définies. Si un lien sert de source à l'article, son insertion dans le texte est à faire par les notes de bas de page.
- La présentation des références doit suivre les conventions bibliographiques. Il est recommandé d'utiliser les modèles {{Ouvrage}}, {{Chapitre}}, {{Article}}, {{Lien web}} et/ou {{Bibliographie}}. Le mode d'édition visuel peut mettre en forme automatiquement les références.
- Insérer une infobox (cadre d'informations à droite) n'est pas obligatoire pour parachever la mise en page.

Pour une aide détaillée, merci de consulter Aide:Wikification.
Si vous pensez que ces points ont été résolus, vous pouvez retirer ce bandeau et améliorer la mise en forme d'un autre article.
 (janvier 2017).
Le concours de beauté Miss Suisse 2010 s'est déroulé en septembre 2010. Il est remporté par Kerstin Cook.

## Classement final
Le titre de Miss Suisse 2010 a été décerné à Kerstin Cook, une jeune femme originaire de Lucerne, âgée de 21 ans.
Le titre de première dauphine a été attribué à Sabrina Guilloud, originaire de Genève. La seconde est Jennifer Hurschler, originaire de Zurich.
Ce classement a été le résultat de l'évaluation des membres du jury, basé sur les performances et les réponses des candidates au cours de la compétition.

## Candidates
Contrairement à l'année précédente, l'édition 2010 a vu 12 candidates s'affronter : Jasmin Brunner, Kerstin Cook – Lucerne, Sabrina Guilloud – Genève, Jennifer Hurschler – Zurich, Carole Jäggi, Laura Kämpf, Arjeta Lataj, Noemie Leibinn, Anic Lysser, Jennifer Pennisi, Nathalie Raguth, Nadine Schüpfer
Chacune des candidates a été évaluée selon différents critères, incluant la présentation, le charisme, et les réponses aux questions posées par le jury.

## Jury
Le jury de l'édition 2010 de Miss Suisse était composé de Sarina Arnold – mannequin Suisse, Grégoire Furrer – fondateur du Montreux Comedy Festival, Nik Niethammer – journaliste et rédacteur en chef, Christa Rigozzi – Miss Suisse 2006, Sascha Ruefer – animateur et commentateur sportif.